# AS-28
AS-28(1855型)はロシア海軍のプリズ級深海救難艇である。

## 概要
乗員は4人で最大20人まで収容できる。全長13.5mで全高5.7mである。排水量は55 m³で潜水時は110 m³である。最大深度は1000mである。チタン製の耐圧殻を持つ。最高速度は3.7 knots (6.9 km / h)である。最大120時間分の空気の供給量が搭載される。軍用船舶のBesterと似ている。
AS-26、AS-28、AS-30、AS-34の四隻が、05360型、または05361型救難艦に二隻ずつ搭載されて運用されている。1855型(AS-28)は1837型や1832型とは異なる外観を持っており船体中ほどに配置された大きめのセイルが特徴である。

## AS-28浮上不能事故

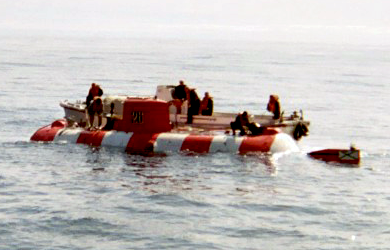
浮上したAS-28

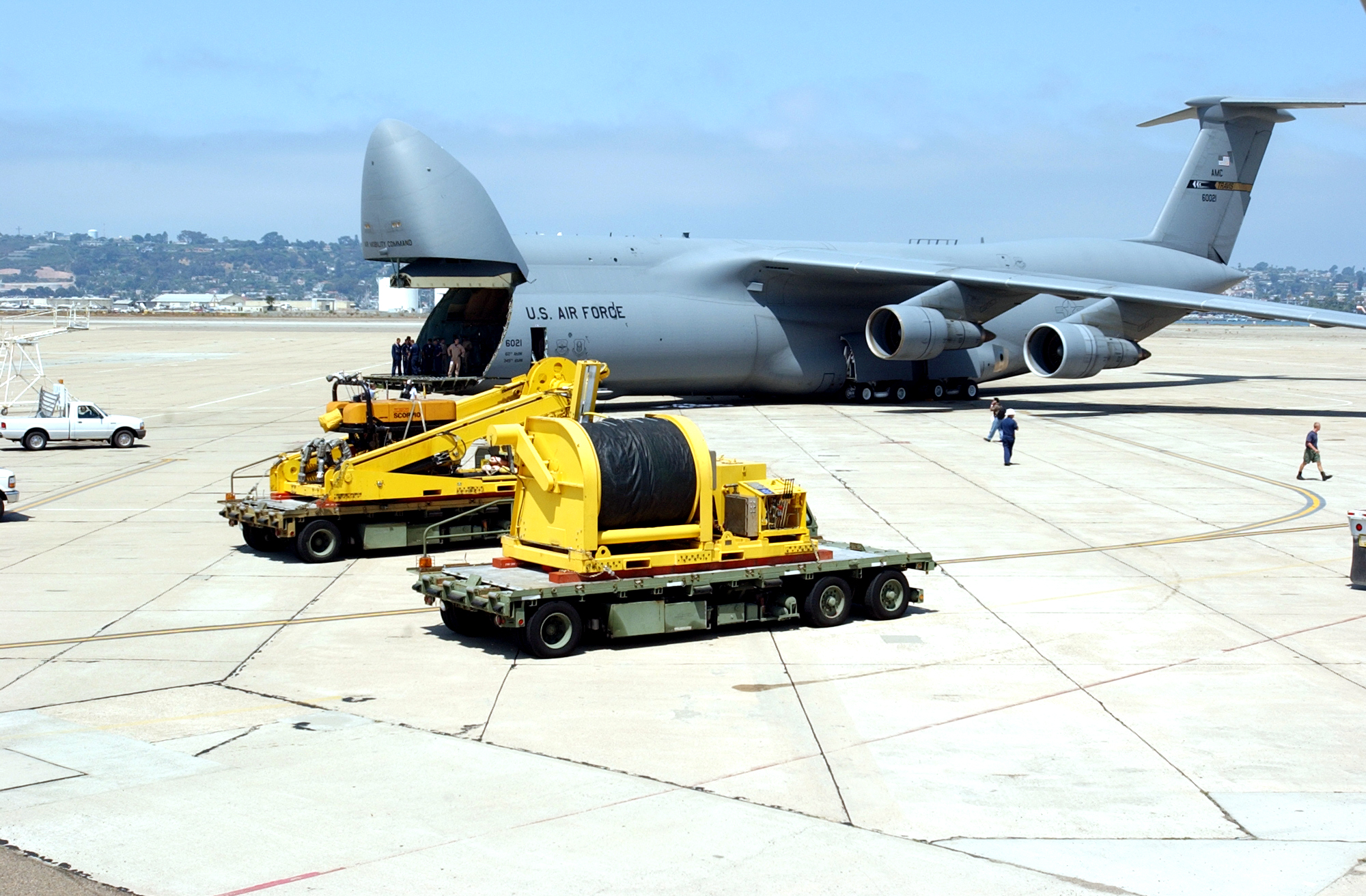
AS-28救出のためC-5に搭載される米海軍のスーパースコーピオ

ロシア海軍太平洋艦隊に所属するAS-28は2005年8月4日、カムチャッカ沿岸のBeresowaja湾の南東70kmで乗員7人で深度180mで潜行時に古い魚網に絡まり身動きが取れなくなった。
クルスクの事故の時とは異なりロシア海軍は他国へ救援を求めた。
イギリス、アメリカが無人探査機を空輸し、日本は救難艦ちよだを含む4隻の艦船を現場へ向かわせた。
8月7日早朝、最初に到着したイギリス海軍の無人探査機、スコーピオが鋼線を切断することによって障害物を取り除いた。5:26 (CET)AS-28は自力で浮上し、乗員は全員無事だった。
2004年に4機に対する近代化が計画された。最初の改修は2億4000万ロシア・ルーブルで次の機体は2億ルーブルかかる。
AS-28は事故の後、2005年～2008年にかけてテレビカメラやマニピュレータや10mm径の金属製のロープを切断出来る切断装置や水中溶接機、等を搭載する近代化改修をKrasnoye Sormovo第12工場で実施した。